# الجدول الزمني للحرب الأهلية الصومالية 2022
هذا الجدول الزمني يلخص أحداث العام 2022 ضمن أحداث الحرب الأهلية الصومالية.

## يناير - مارس
- 19 فبراير: أسفر تفجير انتحاري نفذه أحد عناصر حركة الشباب عن مقتل 14 شخصًا في مطعم في مدينة بلدوين جنوب الصومال.[1]
- 23 مارس: نفذت حركة الشباب سلسلة تفجيرات [الإنجليزية] في كل من مقديشو وبلدوين، ما أسفر عن مقتل 60 شخصًا على الأقل.[2][3]

## أبريل - يونيو
- 22 أبريل: أسفر تفجير انتحاري نفذته حركة الشباب عن مقتل ستة أشخاص في مطعم للمأكولات البحرية يرتاده السياسيون في شاطئ ليدو في مقديشو.[4]

## يوليو - سبتمبر
- 20 - 25 يوليو: اجتاح المئات من حركة الشباب الحدود الإثيوبية الشرقية [الإنجليزية] ، وتقدموا لمسافة تصل إلى 150 كيلومتر (93 ميل) داخل المنطقة الصومالية في إثيوبيا قبل أن تتعرض للهزيمة.[5][6]
- 19 - 21 أغسطس: هاجم مسلحون من حركة الشباب فندقا في العاصمة الصومالية مقديشو بعد تفجير انتحاري، ما أسفر عن مقتل 21 شخصًا واحتجاز رهائن.[7]

## أكتوبر - ديسمبر
- 3 أكتوبر: تفجيرات بلدوين أكتوبر 2022
- 23 أكتوبر: هجوم فندق كيسمايو 2022 [الإنجليزية]
- 29 أكتوبر: تفجيرات مقديشو أكتوبر 2022: أودى تفجير مزدوج بسيارتين مفخختين نفذته حركة الشباب في مقديشو بحياة 121 شخصًا.[8]
- 27 نوفمبر - هاجمت حركة الشباب فندق فيلا روسا [الإنجليزية] في مقديشو بتفجير انتحاري أعقبه اقتحام للفندق، ما أسفر عن مقتل شرطي وإصابة 5 آخرين.
- 5 ديسمبر: استولت القوات الصومالية والميليشيات المتحالفة معها على مقاطعة آدم يبال بعد طرد حركة الشباب منها.[9]